# Moïse de Coucy
Moïse de Coucy (hébreu : משה בן יעקב מקוצי Moshe ben Yaakov miKo[u]tsi, latin : Moses Kotsensis) est un tossafiste et légaliste français du XIIIe siècle. Protagoniste du procès du Talmud aux côtés de Yehiel de Paris, il est  connu pour être l’auteur du Sefer Hamitsvot Hagadol, l’un des plus anciens codes de loi juive.

## Éléments biographiques
Moïse de Coucy a vécu dans la première partie du XIIIe siècle. Comme son nom l’indique, il est né ou a vécu à Coucy, en Picardie. Descendant d’une lignée d’érudits distingués, il étudie auprès de Juda le Pieux.
En 1235, il entreprend une série de pérégrinations qui le mènent en Espagne et en Provence, sermonnant le peuple, ce qui aboutit à un regain de foi dans toutes les communautés où il passe. En effet, le judaïsme s'y est affadi : on ne met plus les Tephilin et on épouse des non-juives sans se soucier de la transmission, ce qui à l'époque était rare.
En 1240, l'année de sa mort, Moïse de Coucy participe à la controverse lors du procès du Talmud aux côtés de Yehiel de Paris contre le juif apostat Nicolas Donin. Pressentant les conséquences qui pourraient découler de ce procès (le Talmud fut brûlé sur la place publique en 1242), il rédigea le Semag, dans lequel il analyse les six cent treize ordonnances de la Loi, en référence à la tradition talmudique et aux décisions rabbiniques. Cependant, il fait le choix de s’apesantir, contrairement à Maïmonide, dans de longues discussions sur les différentes interprétations et opinions légales. En outre, il utilise abondamment les commentaires de Rachi et des Tossafot, favorisant ces traditions ashkénazes à celles de Maïmonide.